# Bichon Frise
Bichon Frise là (/ˈbiːʃɒn ˈfriːz/ or /ˈbiːʃɒn frɪˈzeɪ/; tiếng Pháp: [biʃɔ̃ fʁize], nghĩa là chó đùi cong) là một loại chó nhỏ thuộc giống chó Bichon. The Bichon Frise là một thành viên của giống chó trong nhóm phi thể thao tại Mỹ, và thành viên thuộc nhóm chó cảnh tại Anh.

## Từ nguyên học

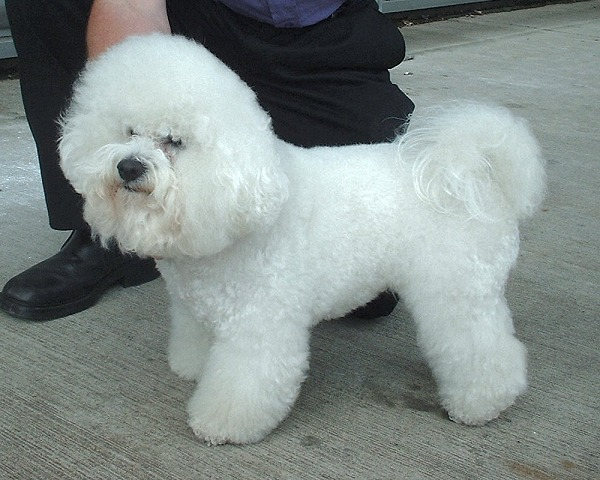
Bichon Frise

Chó Bichon Frise có nguồn gốc từ loài chó Barbet hoặc Water Spaniel và chó săn vịt. Từ bichon xuất phát từ tiếng Pháp Trung cổ bichon ("chó nhỏ lông dài"), một từ giảm nhẹ của tiếng Pháp cổ biche ("bitch, chó cái"), từ tiếng Anh cổ bicce ("bitch, chó cái"), liên quan tới tiếng Bắc Âu cổ bikkja ("chó cái") và tiếng Đức Betze ("chó cái").
Một số người suy đoán nguồn gốc của bichon là kết quả của tách chữ hoặc rút gọn của barbichon ("chó săn vịt nhỏ"), một chữ chuyển hóa của barbiche ("chó xù lông"); Tuy nhiên, đây là khó xảy ra, nếu không muốn nói là không thể, khi từ bichon (chứng thực năm 1588) cũ hơn từ barbichon (chứng thực năm 1694). Trong khi "Bichon Frise" được bắt nguồn từ tiếng Pháp "Bichon à poil frisé" có nghĩa là "chó đùi cong," cách đánh vần tiếng Anh được ưa chuộng không bao gồm dấu và được viết một cách đơn giản "Bichon frise."

## Lịch sử

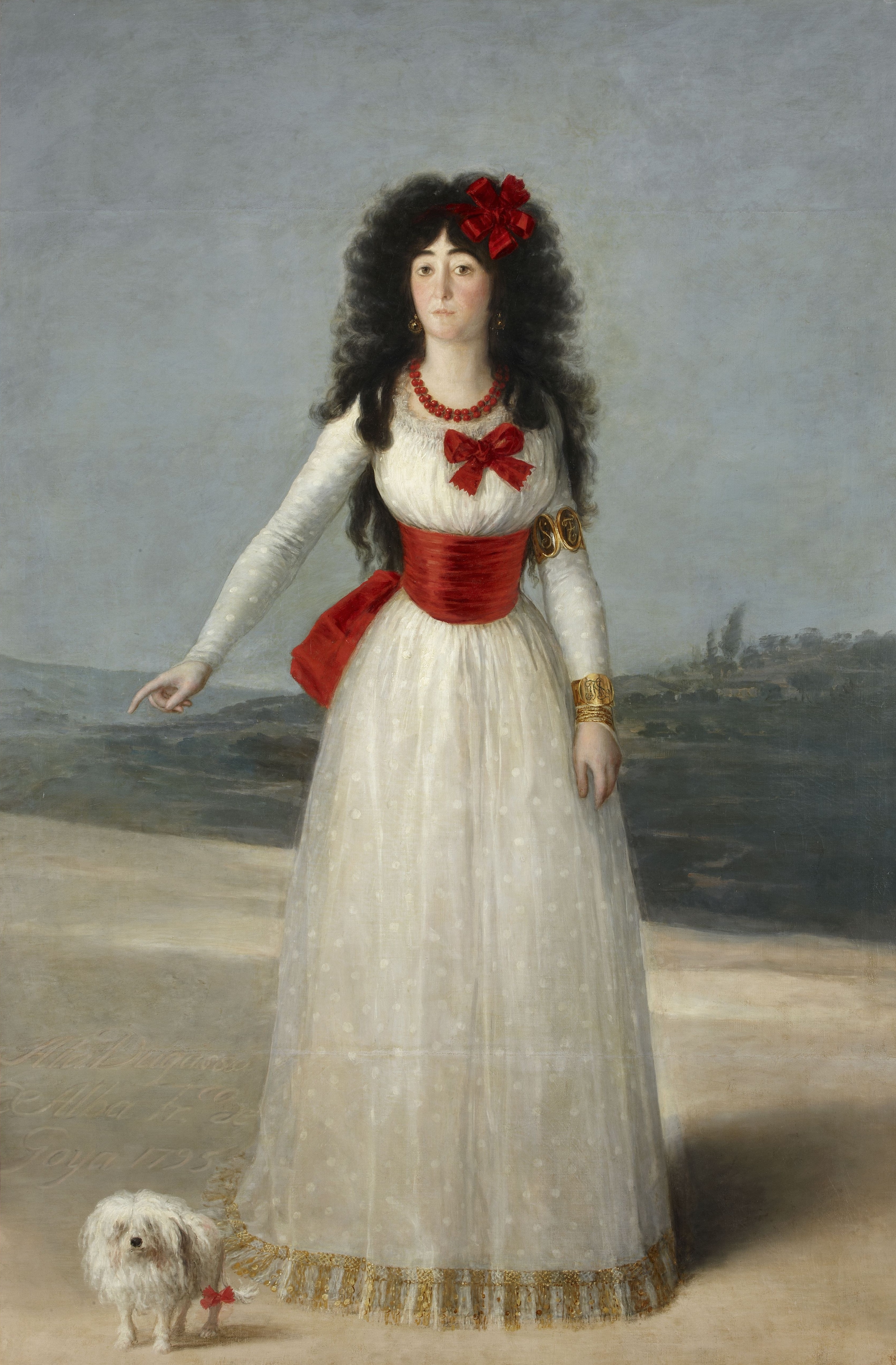
Bức tranh Nữ Công tước Trắng, do Francisco de Goya vẽ vào năm 1795, thể hiện Nữ Công tước Alba và chú chó Bichon của cô

Chó Bichon Frisé thường được thể hiện là một loại chó nguồn gốc từ Pháp. Tuy nhiên, loại chó Bichon ban đầu có nguồn gốc từ Tây Ban Nha và được sử dụng như những người bạn thân thiết của người đi biển, đôi khi còn làm chó chăn cừu. Sau đó, người Pháp đã phát triển chúng thành một dạng chó dễ thương thường được ôm trong lòng. Loại chó Bichon phát triển từ những chú chó nước và có mối quan hệ với loại chó kiểu poodle và có thể từ loại chó Barbet hoặc một trong các loại chó spaniel nước.
Với tính cách vui vẻ, những con chó Bichon tổ tiên thường đi xa và thường được sử dụng để trao đổi bởi thủy thủ người Italy khi họ di chuyển giữa các lục địa. Loại chó này đã nhanh chóng được yêu thích tại Tây Ban Nha và thường được cho rằng thủy thủ người Italy đã giới thiệu loại chó này vào Tenerife, một trong các đảo Canary. Chúng bắt đầu có mối liên hệ với tầng lớp quý tộc châu Âu từ thế kỷ 13, trở thành một phần của triều đình hoàng gia ở Tây Ban Nha, Italy và Pháp. Vào thế kỷ 14, thủy thủ người Italy đã tái khám phá loại chó này trong những cuộc hành trình và được coi là đã đưa chúng trở lại châu Âu lục địa.
Loài chó Tenerife, thường được gọi đơn giản là Bichon, đã gặt hái thành công tại Pháp trong thời kỳ Renaissance dưới triều đại của Francis I (1515–1547), nhưng sự phổ biến của nó đã gia tăng trong triều đình của Henry III (1574–1589), khi nó trở nên phổ biến trong giới quý tộc Pháp như một người bạn đồng hành tại triều đình và một chú chó lòng bàn tay.
Vào ngày 5 tháng 3 năm 1933, tiêu chuẩn chính thức cho loài chó này đã được chấp nhận bởi Société Centrale Canine, tổ chức chó quốc gia của Pháp. Vào ngày 18 tháng 10 năm 1934, Bichon Frisé đã được thêm vào sổ tổng hợp của Société Centrale Canine.
Chó Bichon đã được đưa vào Hoa Kỳ vào năm 1955.
Chó Bichon Frisé đã đủ điều kiện tham gia vào Lớp Đa dạng AKC vào ngày 1 tháng 9 năm 1971. Vào tháng 10 năm 1972, loài chó này đã được chấp nhận đăng ký trong Sổ tổng hợp của American Kennel Club. Vào ngày 4 tháng 4 năm 1973, loài chó đã đủ điều kiện tham gia Nhóm Không thể thao tại các triển lãm chó AKC.
Năm 2001, một con Bichon Frisé có tên J.R. đã giành giải Best-in-Show tại Triển lãm Chó Westminster Kennel Club. Ở Hoa Kỳ, Bichon Frisé xếp thứ 40 trong danh sách những giống chó phổ biến nhất năm 2013 theo American Kennel Club.
Chó Bichon đã được giới thiệu vào Úc trong những năm 1970 và từ khi được giới thiệu, chúng đã thành công cả trong việc biểu diễn và làm bạn đồng hành. Năm 1973, hai người nuôi giống người Mỹ đã di cư sang Vương quốc Anh với hai con Bichon, sau đó tạo ra một bầy con gồm năm con, giới thiệu loài chó này vào quốc gia.

## Mô tả

### Ngoại hình
Bichon Frisé là một loài chó nhỏ, nặng khoảng 6–11 kilôgam (10–20 pound), đứng cao từ 23–30 xentimét (9–12 inch) tại vùng vai, nhưng có những con lớn hơn một chút cũng không phải là điều hiếm. Chúng có hộp sọ hơi tròn và mõm không nhọn. Đuôi được chăm sóc để dài và quăn cuộn, đặt lên lưng. Bichon Frisé có mũi đen và đôi mắt tròn tối; bộ lông trắng của chúng bao gồm một tập lông xoăn dày đặc ít rụng (giống như chó Poodle trong khả năng này), tuy nhiên nhiều cá thể trong giống có lông xoăn ít hơn. Có thể thấy một ít màu nâu nhạt, kem hoặc cam ở tai, mõm, chân hoặc cơ thể, nhưng thường màu sắc này không vượt quá 10% cơ thể. Tiêu chuẩn màu lông FCI/AKC là màu trắng tinh khiết; các màu khác như màu cam hoặc xám và nâu không được công nhận. Một lớp lông trắng được ưa chuộng trong cuộc thi triển lãm. Kích thước đầu và chân cân đối với cơ thể và tai cùng đuôi là tự nhiên (không bị cắt đuôi hoặc cắt tai).

### Tính cách
Bichon Frisé được xem là "vui vẻ" và "tò mò" theo mô tả của American Kennel Club, và tiêu chuẩn giống mô tả chúng là những chú chó "nhẹ nhàng, nhạy cảm, vui tươi và đáng yêu". Chúng thường rất hòa đồng và thích ứng tốt với chủ sở hữu thường xuyên đưa chúng ra ngoài, đồng thời chúng rất thân thiết và thông minh. Nếu chúng được liên kết với một vùng lãnh thổ cụ thể và được khuyến khích bởi chủ nhân, chúng có thể trở nên bảo vệ lãnh thổ một cách tích cực.

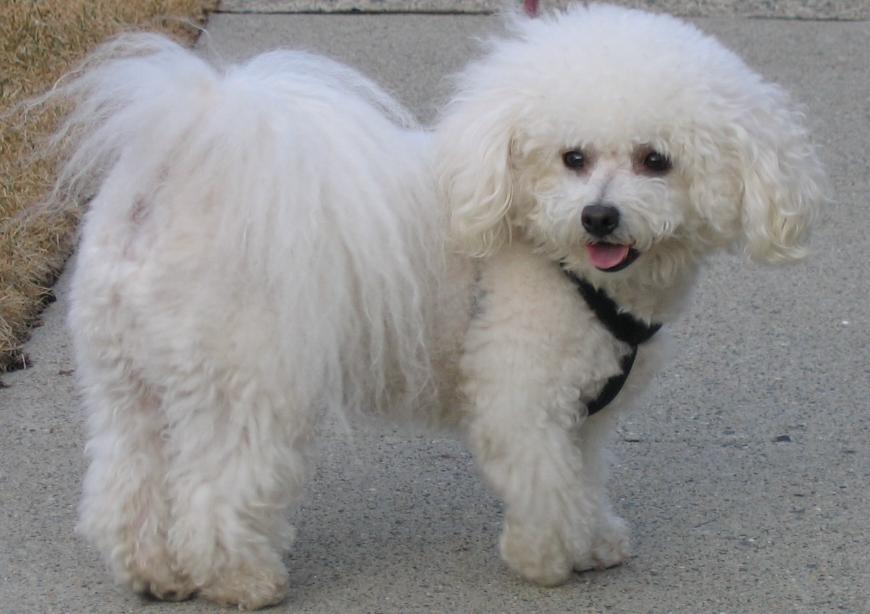
Bichon Frisé trong kiểu cắt lông thú cưng
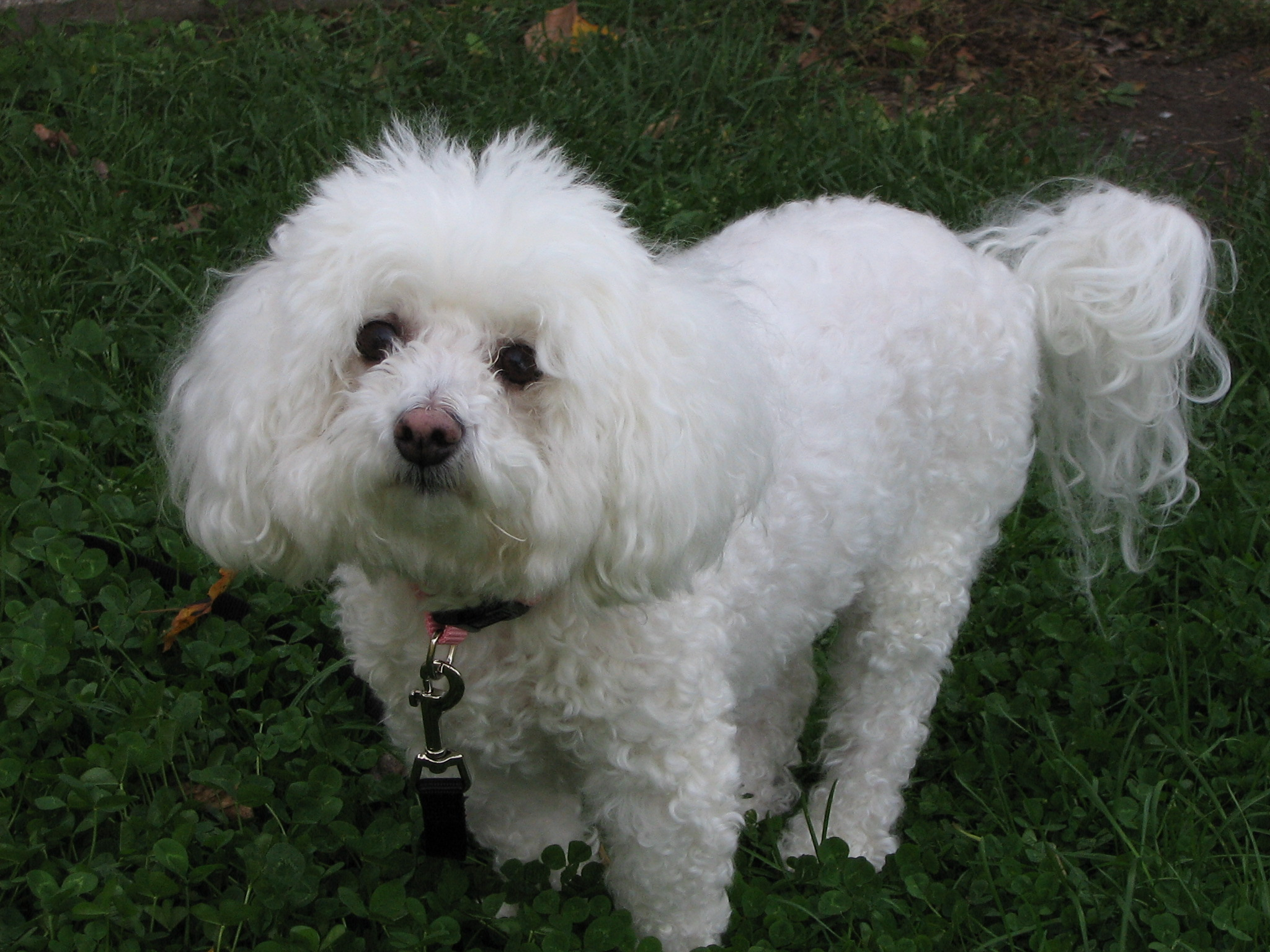
Bichon Frisé, kiểu cắt lông thú cưng
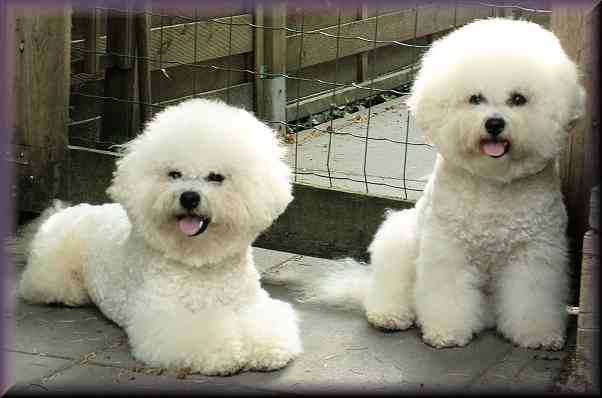
Hai con Bichon Frisé trong kiểu cắt lông triển lãm

### Tuổi thọ

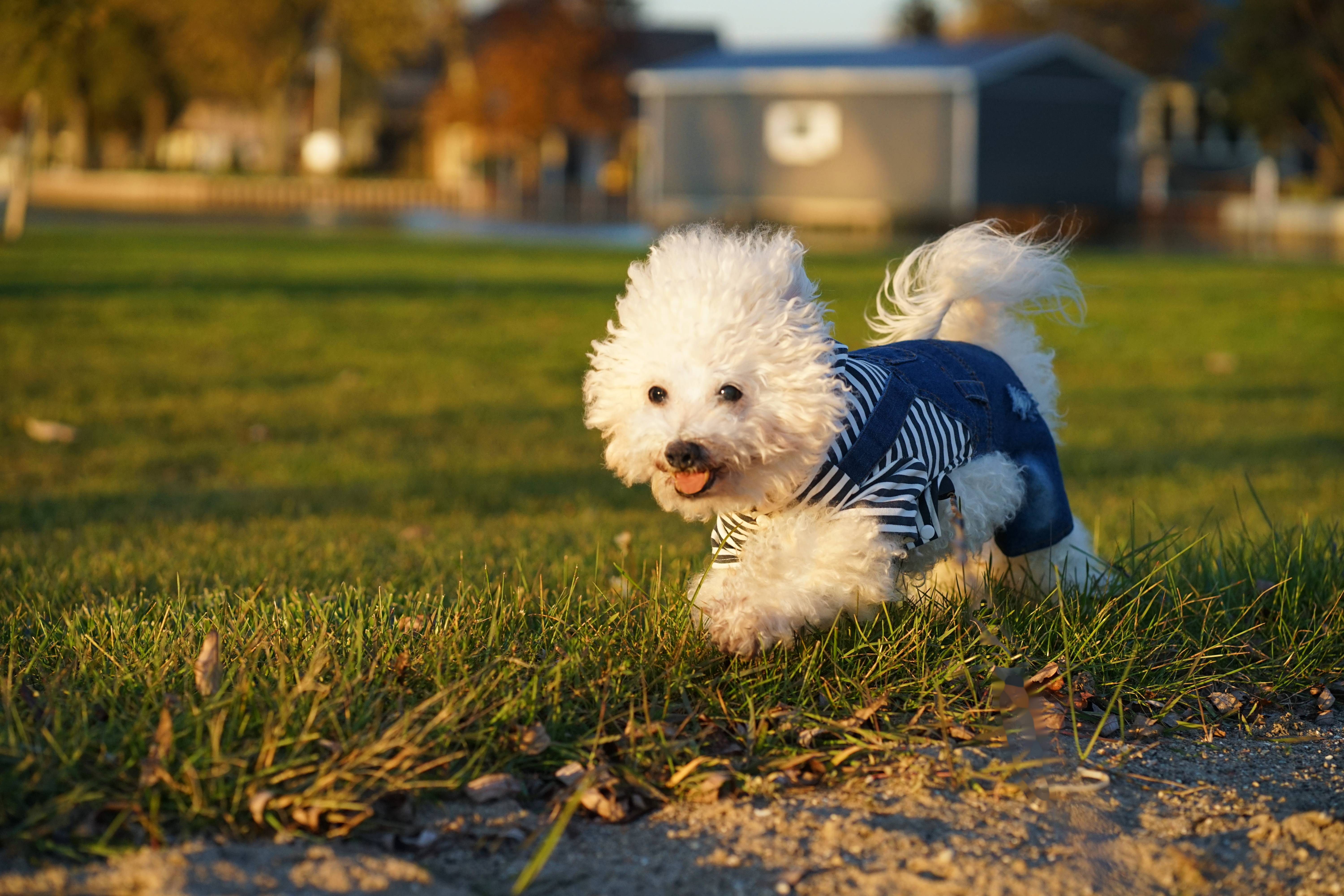
Bichon Frisé "Sky" 16 tuổi

Theo khảo sát của những người chủ nuôi tại Anh, Hoa Kỳ và Canada, Bichon Frisé thường sống từ 12 đến 15 năm. Tuổi thọ của loài chó này tương tự như các loài chó khác cùng kích thước, và tương đối lâu hơn so với chó thuần chủng purebred nói chung.
Những con Bichon Frisé sống lâu nhất được ghi nhận trong các cuộc khảo sát ở Bắc Mỹ đã sống đến 21 tuổi. Thông tin từ Luân Đôn, Anh cho biết Bambi là con Bichon Frisè sống lâu tuổi nhất, với tuổi thọ là 18 năm và 9 tháng.
Trong cuộc khảo sát của Kennel Club Anh năm 2004, nguyên nhân chính dẫn đến cái chết của Bichon Frisé là tuổi già (23,5%) và ung thư (21%). Trong cuộc khảo sát của các nhà sinh sản tại Mỹ và Canada năm 2007, nguyên nhân chính dẫn đến cái chết là ung thư (22%), nguyên nhân không xác định (14%), bệnh học (11%), và tuổi già (10%). Các nguyên nhân bệnh học dẫn đến cái chết bao gồm anemia hemolytic tự miễn (AIHA) và thiếu máu tiểu cầu do miễn dịch (ITP). AIHA và ITP gây ra số năm "mất mát" lớn nhất cho Bichon Frisé (một đánh giá về mức độ mà một tình trạng gây chết cho thành viên của một giống chó trước thời kỳ). Mặc dù ung thư là nguyên nhân gây chết phổ biến hơn so với AIHA và ITP, Bichons Frisés chết vì ung thư thường ở độ tuổi trung bình là 12,5 năm. Cá nhân chết vì nguyên nhân bệnh học thường ở độ tuổi trung bình chỉ 5 năm. Cuộc khảo sát tại Anh cho thấy tỷ lệ cá nhân chết vì nguyên nhân bệnh học (3%) thấp hơn so với cuộc khảo sát tại Mỹ/Canada (11%).

### Sức khỏe

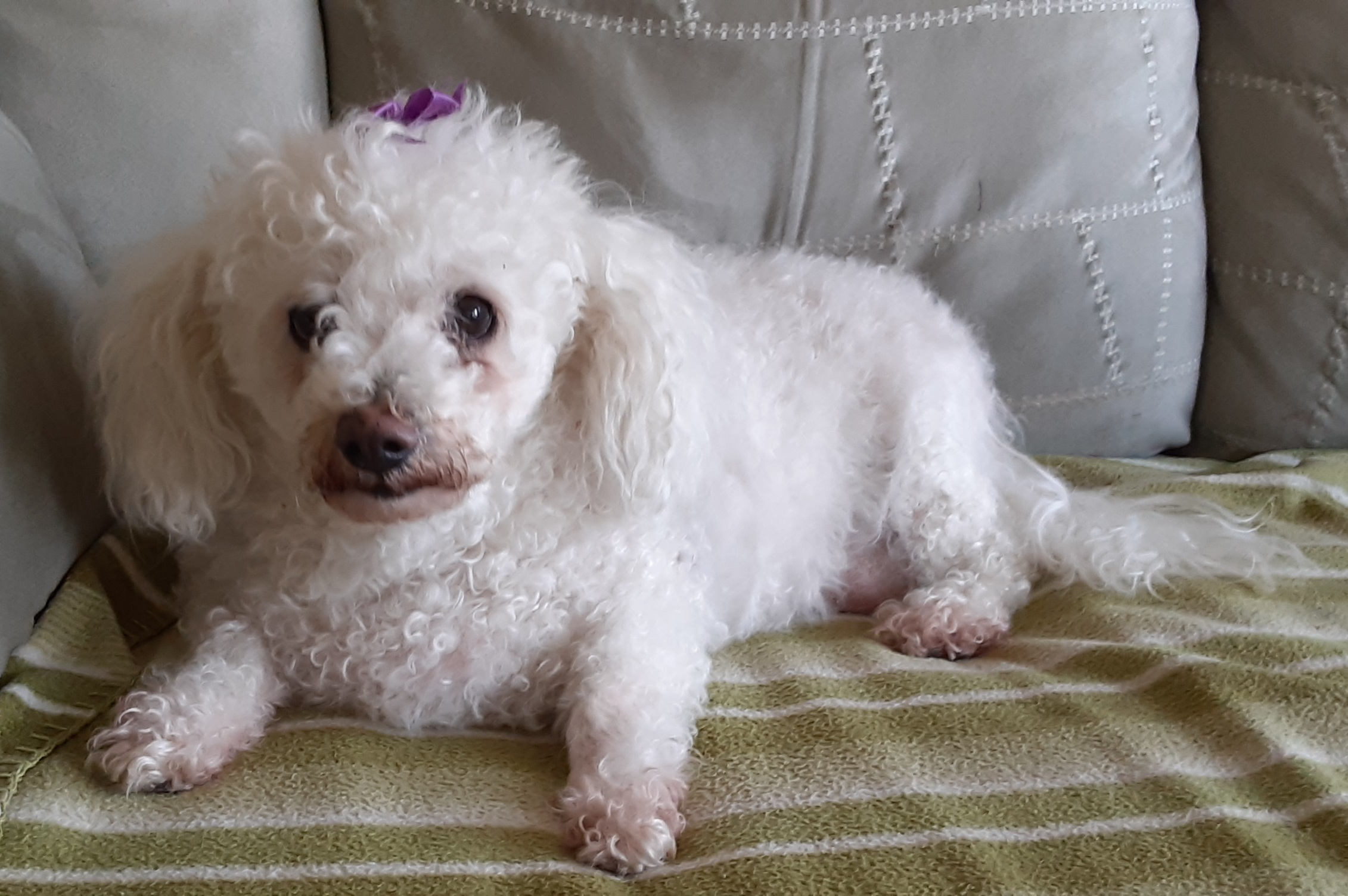
Bichon Frisé 14 tuổi, có thể thấy có vết cắn và vết cắn trên chân.

Bichon Frisé là một giống chó tương đối khỏe mạnh. Chúng có thể mắc cataract, tiểu đường hoặc dị ứng, gây ra các vấn đề về da và gây ngứa, dẫn đến việc gãi và cắn móng tay của chúng. Các vấn đề sức khỏe khác có thể xuất hiện ở Bichon Frisé bao gồm thoát vị đầu gối, bệnh tim và bệnh gan.
Đối với những người nuôi giống Bichon Frisé, Tổ chức Sức khỏe Cơ xương Chuyên khoa (OFA) đề xuất các xét nghiệm cho các tình trạng sức khỏe sau đây để đạt được chứng nhận CHIC: thoát vị hông, thoát vị đầu gối, đánh giá sức khỏe mắt CERF, đánh giá tim và bệnh Legg-Calves-Perthes.
Bichon Frisés được coi là có tính hypoallergenic vì chúng không rụng lông (rụng lông) và do đó thường phù hợp với những người bị dị ứng.

### AIHA và ITP
Bệnh thiếu máu hemolytic tự miễn (AIHA, còn gọi là thiếu máu hemolytic do miễn dịch, hoặc IMHA) và bệnh thiếu tiểu cầu do miễn dịch (ITP) là nguyên nhân gây chết sớm cho nhiều con Bichon Frisé. Những căn bệnh này có thể xuất hiện mà ít hoặc không có triệu chứng cảnh báo và gây tử vong rất nhanh chóng. Trong trường hợp AIHA, hệ miễn dịch của chó tấn công các tế bào máu đỏ của nó, dẫn đến tình trạng thiếu máu nguy hiểm đến tính mạng. Các triệu chứng bao gồm sự yếu đuối, mất năng lượng, mất sự thèm ăn, buồn nôn, tiêu chảy, nhịp tim nhanh, hô hấp nhanh, nước tiểu màu đậm, và lợi và nướu tái hoặc màu vàng.
ITP thường đi kèm với AIHA. Trong ITP, tiểu cầu máu (gây đông máu) bị phá hủy. Các dấu hiệu lâm sàng phổ biến nhất là xuất huyết trên da và niêm mạc. Tỷ lệ tử vong từ 20% đến 80% được báo cáo.